# Gyalrong Dawa Tsering
Gyalrong Dawa Tsering (tibétain : རྒྱལ་རོང་ཟླ་བ་ཚེ་རིང, Wylie : rgyal rong zla ba tshe ring, 1952 à Tsona, Tibet - 28 septembre 2011 à Chandigarh) est un militaire et un homme politique tibétain. 

## Biographie
Gyalrong Dawa Tsering est né en 1952 à Tsona, au Tibet. Il s'est enfui en exil en Inde en 1959.
Gyalrong Dawa Tsering a servi au sein de la Force spéciale des frontières pendant 26 ans de 1969 à 1994, passant du rang de commis à celui de chef politique adjoint. Fin 1994, il démissionne et s'installe dans la colonie tibétaine de Phendeling à Mainpat dans le Madhya Pradesh, où il est président de l'assemblée tibétaine locale.
Gyalrong Dawa Tsering est élu député pour trois mandats consécutifs en 2001 (13e législature), 2006 (14e législature) et 2011 (15e législature) et représente l'Amdo. Il est membre du Comité permanent de la 13e législature pendant quatre ans, puis de nouveau pendant trois ans et demi lors de la 14e législature.
En juin 2009, il fait partie d'une délégation de quatre députés tibétains avec Dolma Gyari, Ngawang Lhamo Kanang et Tsetan Norbu, invités par la Tibet Society à visiter Westminster en Angleterre. 
Après avoir assisté à une session du Parlement, Gyalrong Dawa Tsering s'est plaint de problèmes de santé et a été transporté d'urgence à Chandigarh pour y recevoir des soins d'urgence, mais est mort le 28 septembre 2011.